# Верх-Чумиш
Верх-Чуми́ш (рос. Верх-Чумыш) — село у складі Кисельовського міського округу Кемеровської області, Росія.
Стара назва — Верхній Чумиш.

## Населення
Населення — 345 осіб (2010; 355 у 2002).
Національний склад (станом на 2002 рік):
- росіяни — 88 %